# クレヨン王国
クレヨン王国（クレヨンおうこく）は、福永令三の著作による児童文学作品シリーズ。

## 概要

### 作品の特色
色彩鮮やかな自然の色を扱ったファンタジー作品。作中には様々な動植物を含む自然の描写や詩歌が多く登場する。
クレヨン王国とは作品の舞台となる異世界の王国の名前であり、ゴールデン国王、シルバー王妃を中心として、クレヨンの12色の大臣が12の月をそれぞれの色で治めている。王国の世界観は和洋ないまぜとなっており、総理大臣はカメレオン。その他、代表的なキャラクターに、ブタのストンストン、オンドリのアラエッサ、花ウサギのロペ、サード王子など。
ストーリーラインとしては、
- クレヨン王国に一般の少年少女が関わって成長していく（王国に行くパターンと王国からの来訪者に出会うパターンがある）
- クレヨン王国の住人達が様々な冒険に巻き込まれる（『新十二カ月の旅』等シルバー王妃がメインのもの等）
- 寓話や童話が綴られる短編集（『とんでもない虹』・『タンポポ平17橋』では「クレヨン王国の住人達が様々な冒険に巻き込まれる」中で短編が語られた）

の、おもに3種類ある。
一部作品には著者の福永が経験した太平洋戦争の時代をモデルとしたと思われる戦争の描写もあり、「露営の歌」等の軍歌も登場する。

### 作品展開の経歴
シリーズ第1作目は『クレヨン王国の十二カ月』のタイトルで1964年に第5回講談社児童文学新人賞を受賞。
100ページほどを削る修正の上、翌年講談社よりハードカバーで出版された。
のち1980年1月に講談社文庫、11月に新創刊の青い鳥文庫に『クレヨン王国の十二か月』として採録。
青い鳥文庫版の売れ行き好調により続編が次々に出版された（挿絵は三木由記子）。シリーズ累計500万部以上のベストセラーとなる。
この作品を元に、1997年9月7日から1999年1月31日までテレビ朝日系列朝8時30分枠において『夢のクレヨン王国』のタイトルでアニメ化された。また、NHK教育テレビジョン「てれび絵本」でも当作品を原作とした朗読（出演・水沢アキ）が放送された。
2006年9月に、講談社文庫より新装版「クレヨン王国の十二か月」を発行。初版時に100ページ以上削られていた未収録部分を追加。2011年、青い鳥文庫より「クレヨン王国ベストコレクション」として、原本に加筆・修正を行い、椎名優による挿絵を加えた新装版シリーズが刊行された。

## 登場人物
多くの人物が登場するため、主な人物のみ記す。
ゴールデン国王
クレヨン王国の国王。金の髪に金の目、金の爪を持つ、心優しい人物。『十二か月』では、王妃の悪いクセに耐えかねて逃げ出した。
尚、シリーズ全作品で同一人物ではなく、「十四世」「十八世」などが登場。アニメ版ではシルバーとは親子の間柄となっている。
シルバー王妃
クレヨン王国の王妃。本名はシルバー=マーガレット=ミカエル。長い銀の髪を持つ美女。数多くの悪いクセを持つが、国民からの人気は高い。
アニメ版では王女に設定が変更され、本作品の主人公「シルバー王女」となっている。
カメレオン総理
クレヨン王国の総理大臣。長年に渡って総理を勤めている有能な人物。幼名はジンジャー。
アラエッサ
ニワトリ。「月のたまご」救出隊参加時は5歳。後にストンストンとともに爵位を授けられ、ワシブサ伯爵と名乗る。
ストンストン
ブタ。「月のたまご」救出隊参加時は1歳。爵位授与後はストンス伯と名乗る。白馬のパッパカと結婚。カメレオン別荘村の村長。「おなかへったなぁ」が口癖である。
ロペ
筆者が飼っていたウサギにちなんで登場した。
なお、アニメ版には登場していない。
大臣
カメレオン総理の元それぞれ「色」に関するものを管理する役職者たち。皆クレヨン型の帽子を被っている。
『クレヨン王国の十二か月』では「12の月に12色の大臣」だったが、『シルバー王妃花の旅』では「黄土色」等他の大臣も登場して16人になった。『12妖怪の結婚式』では新大臣の「藤色」大臣ルカ＝サーバンス（マラソン選手）、「ベージュ色」大臣サンド＝モニカ（占術師）が主人公になっている。
アニメ版ではそれぞれ人物設定が異なり、クレヨンを擬人化した容姿となっている。

## 作品タイトル

### クレヨン王国シリーズ
- クレヨン王国の十二か月
- クレヨン王国の花ウサギ
- クレヨン王国いちご村（短編集）
- クレヨン王国のパトロール隊長
- クレヨン王国の白いなぎさ
- クレヨン王国七つの森
- クレヨン王国なみだ物語（短編集）
- クレヨン王国月のたまご［PART1〜PART8］
- クレヨン王国からきたおよめさん
- クレヨン王国まほうの夏
- クレヨン王国春の小川
- クレヨン王国の赤トンボ
- クレヨン王国新十二カ月の旅
- クレヨン王国黒の銀行
- クレヨン王国森のクリスマス物語（短編集）
- クレヨン王国水色の魔界
- クレヨン王国王さまのへんな足
- クレヨン王国109番めのドア［PART1・PART2］
- クレヨン王国デパート特別食堂（短編集）
- クレヨン王国幽霊村へ三泊四日
- クレヨン王国シルバー王妃花の旅
- クレヨン王国超特急24色ゆめ列車
- クレヨン王国ロペとキャベツの物語
- クレヨン王国とんでもない虹（短編集）
- クレヨン王国12妖怪の結婚式
- クレヨン王国カメレオン別荘村
- クレヨン王国茶色の学校［PART1・PART2］
- クレヨン王国タンポポ平17橋
- クレヨン王国三日月のルンルン［PART1・PART2］
- クレヨン王国しっぽ売りの妖精
- クレヨン王国スペシャル夢のアルバム（公式ガイドブック）
- クレヨン王国の四土神（「月のたまご」新シリーズ1）
- クレヨン王国道草物語（「月のたまご」新シリーズ2）
- クレヨン王国幾山河を越えて（「月のたまご」新シリーズ3）
- クレヨン王国月のたまご 完結編（「月のたまご」新シリーズ4）
- その後のクレヨン王国
- クレヨン王国の十二か月（未発表原稿を含む新版）
- クレヨン王国12か月のおくりもの（絵本）
- クレヨン王国ようこそゆうれいひめ（絵本）
- 赤いぼうしのクレヨン王国（講談社KK文庫）
- ロペとキャベツのクレヨン王国（講談社KK文庫）

### 新クレヨン王国
- 新クレヨン王国千年桜五人姉妹（挿絵：伊藤つぐみ）

### クレヨン王国関連
- クレヨン王国ファンタジーランド詩画集1・2
- クレヨン王国ファンタジーグッズ
- クレヨン王国ファンタジーポエム
- ナイショでヒミツのクレヨン王国（エッセイ）
- ぶらりぶらぶらクレヨン王国（エッセイ）
- クレヨン王国虫鳥花獣四季彩々（エッセイ）
- クレヨン王国 むかし話